# Samoa Americana nos Jogos Olímpicos de Verão de 2004
Samoa Americana competiu nos Jogos Olímpicos de Verão de 2004, em Atenas, na Grécia.

## Desempenho

### Atletismo
Masculino
| Atletas          | Evento | Preliminar | Preliminar | Quartas     | Quartas     | Semifinal   | Semifinal   | Final       | Final       |
| Atletas          | Evento | Marca      | Posição    | Marca       | Posição     | Marca       | Posição     | Marca       | Posição     |
| ---------------- | ------ | ---------- | ---------- | ----------- | ----------- | ----------- | ----------- | ----------- | ----------- |
| Kelsey Nakanelua | 100 m  | 11s25      | 75º        | Não avançou | Não avançou | Não avançou | Não avançou | Não avançou | Não avançou |